# Reszef Chen
Reszef Chen (hebr.: רשף חן, ang.: Reshef Hen, Reshef Chayne, ur. 28 maja 1968 w Hajfie) – izraelski adwokat i polityk, w latach 2003–2006 poseł do Knesetu z listy Szinui.

## Życiorys
Urodził się 28 maja 1968 w Hajfie.
Służbę wojskową zakończył w stopniu sierżanta sztabowego. Ukończył studia prawnicze na University of Essex (LLB), a następnie na Uniwersytecie w Hajfie (MBA).
W latach 1998–2003 był członkiem rady miejskiej w Hajfie. W wyborach parlamentarnych w 2003 po raz pierwszy i jedyny dostał się do izraelskiego parlamentu. W szesnastym Knesecie zasiadał w komisjach budownictwa; konstytucyjnej, prawa i sprawiedliwości oraz ds. statusu kobiet i równouprawnienia. Przewodniczył lobby ds. Galilei i Negewu, był członkiem trzech podkomisji i dwóch komisji śledczych. W 2006 utracił miejsce w parlamencie.